# Звёзды (телешоу)
«Звёзды» — российское юмористическое телешоу производства Medium Quality, выходящее на телеканале НТВ с 9 марта 2024 года. Является идейным перезапуском шоу «Концерты» на ТНТ.

## Сезоны
| Сезон | Премьера        | Финал       | Первое место            | Второе место               | Третье место            | Ведущий           | Жюри            | Жюри             | Жюри           | Жюри            | Жюри            |
| Сезон | Премьера        | Финал       | Первое место            | Второе место               | Третье место            | Ведущий           | 1               | 2                | 3              | 4               | 5               |
| ----- | --------------- | ----------- | ----------------------- | -------------------------- | ----------------------- | ----------------- | --------------- | ---------------- | -------------- | --------------- | --------------- |
| 1     | 9 марта 2024    | 18 мая 2024 | Регионы & Денис Дорохов | Астана & Азамат Мусагалиев | Борцы & Филипп Киркоров | Азамат Мусагалиев | Сергей Жуков    | Жора Крыжовников | Гарик Харламов | Валя Карнавал   | Артемий Лебедев |
| 1     | 9 марта 2024    | 18 мая 2024 | Регионы & Денис Дорохов | Астана & Азамат Мусагалиев | Борцы & Филипп Киркоров | Азамат Мусагалиев | Сергей Жуков    | Тимати           | Гарик Харламов | Валя Карнавал   | Артемий Лебедев |
| 2     | 30 августа 2025 | ТВА         | ТВА                     | ТВА                        | ТВА                     | Азамат Мусагалиев | Филипп Киркоров | Юлий Гусман      | Гарик Харламов | Олеся Иванченко | Артемий Лебедев |

## История
Первая информация об очередном готовящемся перезапуске шоу стала появляться в октябре 2023 года. В начале декабря было объявлено о второй серии технических вечеринок обновлённого проекта, который планировался к выходу на телеканале НТВ. По предварительной информации, в шоу участвовали девять коллективов, шестеро выступали еще в «Игре» — это «Камызяки», «Астана», «Наполеоны», «Союз», «Красноярск» и «Россия». «Борцы» и «Регионы» были в «Концертах». Также к шоу присоединились чемпионы Высшей лиги КВН-2018 «Раисы». Вместо Евгения Чебаткова ведущим стал фронтмен «Камызяк» Азамат Мусагалиев, а одной из особенностей проекта станет участие звезд, которых комики учили юмору.
В конце января 2024 года телеканал НТВ подтвердил производство нового шоу, премьера которого состоялась весной 2024 года. Также стали известны некоторые подробности обновлённого проекта, производством которого занималась компания Medium Quality создателя «Игры» Вячеслава Дусмухаметов, но теперь в коллаборации с сервисом «VK Видео». Предполагался следующий формат передачи: 10 звёздных участников с помощью равных взносов сформируют призовой фонд в 20 миллионов рублей, а затем будут соревноваться в юморе при поддержке 10 юмористических коллективов. Уже подтверждено участие Дмитрия Маликова, Алексея Чумакова, Александра Реввы и Леры Кудрявцевой. В качестве жюри были заявлены Гарик Харламов и Сергей Жуков, имена остальных участников и членов жюри обещают назвать ближе к премьере.
Спустя несколько дней после пресс-релиза телеканала на сайте Comedy Concert появилась афиша, на которой присутствовали не объявленные ранее звёздные капитаны команд и другие участники: Анастасия Волочкова, Никита Джигурда, Джиган, Марина Федункив, Денис Дорохов, Филипп Киркоров, Мигель, Прохор Шаляпин, Антон Шастун. Предварительный состав команд подтвердился практически полностью, только «Камызяки» уступили место «Объединению Юг» (тоже участники «Игры» и «Концертов»), а также добавилась десятая команда — «Сборная СССР» (новый коллектив).
Съёмки стартовали в начале февраля, тогда же стало известно, что ещё тремя членами жюри стали дизайнер Артемий Лебедев, режиссёр Жора Крыжовников и блогер Валя Карнавал.
Премьера первого сезона состоялась на телеканале НТВ 9 марта 2024 года. Ещё одним членом жюри стал Тимати. Финал вышел в эфир 18 мая, а победителями стали Денис Дорохов и команда «Регионы».
30 декабря 2024 года на телеканале НТВ вышла премьера специального выпуска «Звезды. Новогодний кубок». Денис Дорохов попытается отстоять звание самой смешной звезды России. В новогоднем специальном выпуске также приняли участие восемь популярных звезд российской эстрады, кино и телевидения: Филипп Киркоров, Дмитрий Маликов, Лера Кудрявцева, Алексей Чумаков, Александр Ревва, Мигель, Джиган и Марина Федункив.
27 июня стартовали съёмки второго сезона. Сергей Жуков, Тимати и Валя Карнавал покинули свои судейские места. К Гарику Харламову и Артемию Лебедеву присоединятся певец, Народный артист РФ Филипп Киркоров, российская юмористка, стендап-комик Олеся Иванченко и режиссёр Юлий Гусман. Ведущим остался Азамат Мусагалиев.
Уже известными звёздными капитанами стали: спортивный комментатор Дмитрий Губерниев, который будет капитаном победителя предыдущего сезона, команды «Регионы»; певец Анатолий Цой, который будет предводителем команды «Астана»; а также звёздная пара в лице продюсера Иосифа Пригожина и певицы Валерии, которые стали звёздными капитанами команды «Наполеоны».
Также, есть информация, что в шоу также будут участвовать участник группы «Чай вдвоём» Стас Костюшкин, который стал лидером команды «Импровизаторов» и певец Шура, который будет звездой «Борцов».
16 августа появилась информация, что в шоу будет присутствовать спортсмен Роман Костомаров, который будет звездой «Сборной Красноярска», а также победитель предыдущего сезона Денис Дорохов, который судя по новой рекламе шоу будет капитаном команды «Женщины». Также стало известно, что сезон начнётся 30-31 августа.
18 августа стали известны все капитаны команд. Капитаном команды «Сборная Дагестана» стала актриса Яна Кошкина, капитаном «Команды мечты» стал Stand-up комик Иван Абрамов, а «Переехавшими» будет руководить комик, актёр и член жюри шоу Гарик Харламов.
В этом сезоне за главный приз в 20 миллионов рублей поборются 5 команд из прошлого сезона: «Астана», «Борцы», «Наполеоны», «Регионы» и «Сборная Красноярска». А также 5 новых команд: «Женщины», «Импровизаторы», «Команда мечты», «Переехавшие» и «Сборная Дагестана».

## Правила
10 известных личностей из разных сфер деятельности отдают в призовой фон «Астана», «Борцы», «Наполеоны», «Регионы» и «Сборная Красноярска». «Д по 2», «Борцы», «Наполеоны», «Регионы» и «Сборная Красноярска» формируя приз в 20 миллионов рублей, которые уйдут на благотворительность по распоряжению победителей. Каждая из звёзд выбрала себе юмористическую команду, с которой они будут сражаться за победу. В первых двух выпусках каждая команда в коллаборации со звездой знакомит зрителей с собой и своим концептом. По их итогам каждый член жюри отдаёт один балл одной команде, дающий небольшое преимущество в начале сезона. В каждом последующем выпуске разыгрываются дуэли, в каждой из которых две соревнующиеся команды показывают по одному выступлению. По результатам каждой дуэли команды получают баллы в свой актив.

## Участвовавшие команды 1 сезона
| Команды                          | Участники                    | Прежние коллективы (Команды Высшей лиги КВН или коллективы Comedy Баттл)           |
| -------------------------------- | ---------------------------- | ---------------------------------------------------------------------------------- |
| Астана и Азамат Мусагалиев       | Данияр Джумадилов            | «Спарта», Астана                                                                   |
| Астана и Азамат Мусагалиев       | Бауыржан Омаров              | «Спарта», Астана                                                                   |
| Астана и Азамат Мусагалиев       | Еркебулан Мырзабек           | «Спарта», Астана                                                                   |
| Астана и Азамат Мусагалиев       | Олжас Рымбаев                | «Спарта», Астана                                                                   |
| Астана и Азамат Мусагалиев       | Арнат Утепбергенов           | «ИП Сакена Газизовича», Караганда «Сборная Коргалжино», Астана                     |
| Борцы и Филипп Киркоров          | Милан Исаев                  | «Борцы — Северный десант», Сургут                                                  |
| Борцы и Филипп Киркоров          | Рухин Магеррамов             | «Борцы — Северный десант», Сургут                                                  |
| Борцы и Филипп Киркоров          | Минатулла «Амин» Минатуллаев | «Борцы — Северный десант», Сургут                                                  |
| Борцы и Филипп Киркоров          | Александр Туров              | «Борцы — Северный десант», Сургут                                                  |
| Борцы и Филипп Киркоров          | Юсиф Юсифов                  | «Борцы — Северный десант», Сургут                                                  |
| Наполеоны и Алексей Чумаков      | Дмитрий Орлов                | «Наполеон Динамит», Челябинск / Тюмень                                             |
| Наполеоны и Алексей Чумаков      | Артём Смирнов                | «Наполеон Динамит», Челябинск / Тюмень                                             |
| Наполеоны и Алексей Чумаков      | Евгений Хохлов               | «Наполеон Динамит», Челябинск / Тюмень                                             |
| Наполеоны и Алексей Чумаков      | Александр «Бурдашев» Шабанов | «Наполеон Динамит», Челябинск / Тюмень                                             |
| Наполеоны и Алексей Чумаков      | Александр Шутов              | «Наполеон Динамит», Челябинск / Тюмень                                             |
| Наполеоны и Алексей Чумаков      | Елизавета Ющук               | «Наполеон Динамит», Челябинск / Тюмень                                             |
| Объединение Юг и Марина Федункив | Андрей Авраменко             | «Сборная города Краснодара», Краснодар Дуэт «Мы», Краснодар                        |
| Объединение Юг и Марина Федункив | Никита Андриенко             | «Сборная города Краснодара», Краснодар Дуэт «Мы», Краснодар                        |
| Объединение Юг и Марина Федункив | Вячеслав Гридин              | «19:30», Ростов-на-Дону Трио «Чай вдвоём», Ростов-на-Дону                          |
| Объединение Юг и Марина Федункив | Даниил Сологуб               | «19:30», Ростов-на-Дону Трио «Чай вдвоём», Ростов-на-Дону                          |
| Объединение Юг и Марина Федункив | Кирилл Чотулидис             | «19:30», Ростов-на-Дону Трио «Чай вдвоём», Ростов-на-Дону                          |
| Объединение Юг и Марина Федункив | Сергей Суетов                | «Сборная города Краснодара», Краснодар Дуэт «А-Я», ст. Динская, Краснодарский край |
| Объединение Юг и Марина Федункив | Данил Блинов                 | —                                                                                  |
| Объединение Юг и Марина Федункив | Артём Волевачёв              | «Я и мой лучший друг», Краснодар                                                   |
| Объединение Юг и Марина Федункив | Денис Спис                   | «Я и мой лучший друг», Краснодар                                                   |
| Раисы и Лера Кудрявцева          | Любовь Астраханцева          | «Раисы», Иркутск                                                                   |
| Раисы и Лера Кудрявцева          | Анна Беклемишева             | «Раисы», Иркутск                                                                   |
| Раисы и Лера Кудрявцева          | Вера Гасаранова              | «Раисы», Иркутск                                                                   |
| Раисы и Лера Кудрявцева          | Валерия Гресько              | «Раисы», Иркутск                                                                   |
| Раисы и Лера Кудрявцева          | Анастасия Жукова             | «Раисы», Иркутск                                                                   |
| Раисы и Лера Кудрявцева          | Виктория Карнович            | «Раисы», Иркутск                                                                   |
| Раисы и Лера Кудрявцева          | Игорь Кравцов                | «Раисы», Иркутск                                                                   |
| Раисы и Лера Кудрявцева          | Анастасия Перцева            | «Раисы», Иркутск                                                                   |
| Раисы и Лера Кудрявцева          | Валентина Тимощук            | «Раисы», Иркутск                                                                   |
| Раисы и Лера Кудрявцева          | Елена Хохоненко              | «Раисы», Иркутск                                                                   |
| Регионы и Денис Дорохов          | Максим Винокуров             | «Те самые», Ставрополь Дуэт «Хорошо, хорошо, давай», Ставрополь                    |
| Регионы и Денис Дорохов          | Амир Гурбанов                | «Те самые», Ставрополь Дуэт «Хорошо, хорошо, давай», Ставрополь                    |
| Регионы и Денис Дорохов          | Иван Ермишин                 | «Неваляшка», Самара Трио «РЭСПЭКТ», Самара                                         |
| Регионы и Денис Дорохов          | Александр Ильдюганов         | «Неваляшка», Самара Трио «РЭСПЭКТ», Самара                                         |
| Регионы и Денис Дорохов          | Сергей Капралов              | «Неваляшка», Самара Трио «РЭСПЭКТ», Самара                                         |
| Регионы и Денис Дорохов          | Заур Туганов                 | «Город 313», Владикавказ                                                           |
| Регионы и Денис Дорохов          | Владимир Тян                 | «Город 313», Владикавказ                                                           |
| Сборная Красноярска и Джиган     | Арсен Аветисян               | «Плохая компания», Красноярск                                                      |
| Сборная Красноярска и Джиган     | Николай Григорьев            | «Плохая компания», Красноярск                                                      |
| Сборная Красноярска и Джиган     | Ярослав Дудин                | «Плохая компания», Красноярск                                                      |
| Сборная Красноярска и Джиган     | Валерий Равдин               | «Плохая компания», Красноярск                                                      |
| Сборная Красноярска и Джиган     | Михаил Стогниенко            | «Плохая компания», Красноярск                                                      |
| Сборная Красноярска и Джиган     | Эдуард Таратонов             | «Плохая компания», Красноярск                                                      |
| Сборная Красноярска и Джиган     | Сергей Шергин                | «Плохая компания», Красноярск                                                      |
| Сборная Красноярска и Джиган     | Иван Брагин                  | «Так-то», Красноярск                                                               |
| Сборная Красноярска и Джиган     | Алексей Юрьянов              | «Так-то», Красноярск                                                               |
| Сборная России и Дмитрий Маликов | Иван Абрамов                 | «Парапапарам», Москва                                                              |
| Сборная России и Дмитрий Маликов | Заурбек Байцаев              | «Пирамида», Владикавказ                                                            |
| Сборная России и Дмитрий Маликов | Ольга Картункова             | «ГородЪ ПятигорскЪ», Пятигорск                                                     |
| Сборная России и Дмитрий Маликов | Екатерина Моргунова          | «ГородЪ ПятигорскЪ», Пятигорск                                                     |
| Сборная России и Дмитрий Маликов | Владислав Хелоян             | «ГородЪ ПятигорскЪ», Пятигорск                                                     |
| Сборная России и Дмитрий Маликов | Максим Киселёв               | «Триод и Диод», Смоленск                                                           |
| Сборная России и Дмитрий Маликов | Михаил Масленников           | «Триод и Диод», Смоленск                                                           |
| Сборная России и Дмитрий Маликов | Антон Остерников             | «Гураны», Чита                                                                     |
| Сборная СССР и Мигель            | Омар Алибутаев               | «Сборная Дагестана», Махачкала                                                     |
| Сборная СССР и Мигель            | Игорь «Гар» Дмитриев         | «Юра», Москва                                                                      |
| Сборная СССР и Мигель            | Илья Кочешков                | «Юра», Москва                                                                      |
| Сборная СССР и Мигель            | Елизавета Морозова           | «Юра», Москва                                                                      |
| Сборная СССР и Мигель            | Евгений Цой                  | «Юра», Москва                                                                      |
| Сборная СССР и Мигель            | Дмитрий Журавлёв             | «Приказ 390», Воронеж / Москва                                                     |
| Сборная СССР и Мигель            | Эрмек Кененсаров             | «Азия MIX», Бишкек                                                                 |
| Сборная СССР и Мигель            | Кумар Лукманов               | «Астана.kz», Астана                                                                |
| Сборная СССР и Мигель            | Нурдаулет Шертим             | «Астана.kz», Астана                                                                |
| Союз и Александр Ревва           | Александр Алымов             | «Союз», Тюмень                                                                     |
| Союз и Александр Ревва           | Айдар Гараев                 | «Союз», Тюмень                                                                     |
| Союз и Александр Ревва           | Елена Гущина                 | «Союз», Тюмень                                                                     |
| Союз и Александр Ревва           | Кирилл Коковкин              | «Союз», Тюмень                                                                     |
| Союз и Александр Ревва           | Артём Муратов                | «Союз», Тюмень                                                                     |
| Союз и Александр Ревва           | Виктор Щетков                | «Союз», Тюмень                                                                     |

## Участвовавшие команды 2 сезона
| Команды                                | Участники                    | Прежние коллективы (Команды Высшей лиги КВН или коллективы Comedy Баттл) |
| -------------------------------------- | ---------------------------- | ------------------------------------------------------------------------ |
| Астана и Анатолий Цой                  | Данияр Джумадилов            | «Спарта», Астана                                                         |
| Астана и Анатолий Цой                  | Бауыржан Омаров              | «Спарта», Астана                                                         |
| Астана и Анатолий Цой                  | Еркебулан Мырзабек           | «Спарта», Астана                                                         |
| Астана и Анатолий Цой                  | Олжас Рымбаев                | «Спарта», Астана                                                         |
| Астана и Анатолий Цой                  | Арнат Утепбергенов           | «ИП Сакена Газизовича», Караганда «Сборная Коргалжино», Астана           |
| Борцы и Шура                           | Милан Исаев                  | «Борцы — Северный десант», Сургут                                        |
| Борцы и Шура                           | Рухин Магеррамов             | «Борцы — Северный десант», Сургут                                        |
| Борцы и Шура                           | Минатулла «Амин» Минатуллаев | «Борцы — Северный десант», Сургут                                        |
| Борцы и Шура                           | Александр Туров              | «Борцы — Северный десант», Сургут                                        |
| Борцы и Шура                           | Юсиф Юсифов                  | «Борцы — Северный десант», Сургут                                        |
| Женщины и Денис Дорохов                | ???                          |                                                                          |
| Импровизаторы и Стас Костюшкин         | Антон Шастун                 | «Ваньки-Встаньки»                                                        |
| Импровизаторы и Стас Костюшкин         | Дмитрий Позов                | «Ваньки-Встаньки»                                                        |
| Импровизаторы и Стас Костюшкин         | Арсений Попов                | «Сборная Санкт-Петербурга», Санкт-Петербург                              |
| Импровизаторы и Стас Костюшкин         | Сергей Матвиенко             | «Хали-Гали»                                                              |
| Импровизаторы и Стас Костюшкин         | Дмитрий Журавлёв             | «Приказ 390», Воронеж / Москва                                           |
| Команда Мечты и Иван Абрамов           | Андрей Бебуришвили           | «Оптимус Прайм»                                                          |
| Команда Мечты и Иван Абрамов           | Екатерина Моргунова          | «Сборная Пятигорска»                                                     |
| Команда Мечты и Иван Абрамов           | Алексей Шальнов              | «Имени меня»                                                             |
| Команда Мечты и Иван Абрамов           | ???                          |                                                                          |
| Наполеоны , Валерия и Иосиф Пригожин   | Дмитрий Орлов                | «Наполеон Динамит», Челябинск / Тюмень                                   |
| Наполеоны , Валерия и Иосиф Пригожин   | Артём Смирнов                | «Наполеон Динамит», Челябинск / Тюмень                                   |
| Наполеоны , Валерия и Иосиф Пригожин   | Евгений Хохлов               | «Наполеон Динамит», Челябинск / Тюмень                                   |
| Наполеоны , Валерия и Иосиф Пригожин   | Александр «Бурдашев» Шабанов | «Наполеон Динамит», Челябинск / Тюмень                                   |
| Наполеоны , Валерия и Иосиф Пригожин   | Александр Шутов              | «Наполеон Динамит», Челябинск / Тюмень                                   |
| Наполеоны , Валерия и Иосиф Пригожин   | Елизавета Ющук               | «Наполеон Динамит», Челябинск / Тюмень                                   |
| Переехавшие и Гарик Харламов           | Михаил Дудиков               | «Росы»                                                                   |
| Переехавшие и Гарик Харламов           | Анна Черкашина               | «Росы»                                                                   |
| Переехавшие и Гарик Харламов           | Константин Бутусов           | «Сборная Татнефти»                                                       |
| Переехавшие и Гарик Харламов           | Динара Курбанова             | «Сборная РУДН»                                                           |
| Переехавшие и Гарик Харламов           | Максим Савенко               | «HD им. Гарика Оганисяна»                                                |
| Регионы и Дмитрий Губерниев            | Максим Винокуров             | «Те самые», Ставрополь Дуэт «Хорошо, хорошо, давай», Ставрополь          |
| Регионы и Дмитрий Губерниев            | Амир Гурбанов                | «Те самые», Ставрополь Дуэт «Хорошо, хорошо, давай», Ставрополь          |
| Регионы и Дмитрий Губерниев            | Иван Ермишин                 | «Неваляшка», Самара Трио «РЭСПЭКТ», Самара                               |
| Регионы и Дмитрий Губерниев            | Александр Ильдюганов         | «Неваляшка», Самара Трио «РЭСПЭКТ», Самара                               |
| Регионы и Дмитрий Губерниев            | Сергей Капралов              | «Неваляшка», Самара Трио «РЭСПЭКТ», Самара                               |
| Регионы и Дмитрий Губерниев            | Заур Туганов                 | «Город 313», Владикавказ                                                 |
| Регионы и Дмитрий Губерниев            | Владимир Тян                 | «Город 313», Владикавказ                                                 |
| Сборная Дагестана и Яна Кошкина        | ???                          |                                                                          |
| Сборная Красноярска и Роман Костомаров | Арсен Аветисян               | «Плохая компания», Красноярск                                            |
| Сборная Красноярска и Роман Костомаров | Николай Григорьев            | «Плохая компания», Красноярск                                            |
| Сборная Красноярска и Роман Костомаров | Ярослав Дудин                | «Плохая компания», Красноярск                                            |
| Сборная Красноярска и Роман Костомаров | Валерий Равдин               | «Плохая компания», Красноярск                                            |
| Сборная Красноярска и Роман Костомаров | Михаил Стогниенко            | «Плохая компания», Красноярск                                            |
| Сборная Красноярска и Роман Костомаров | Эдуард Таратонов             | «Плохая компания», Красноярск                                            |
| Сборная Красноярска и Роман Костомаров | Сергей Шергин                | «Плохая компания», Красноярск                                            |
| Сборная Красноярска и Роман Костомаров | Иван Брагин                  | «Так-то», Красноярск                                                     |
| Сборная Красноярска и Роман Костомаров | Алексей Юрьянов              | «Так-то», Красноярск                                                     |

## Таблица

### Фестиваль и дуэли
| Команда                          | Фестиваль | Дуэли | Дуэли  | Дуэли    | Дуэли    | Дуэли   | Счёт |
| Команда                          | Фестиваль | Жуков | Тимати | Харламов | Карнавал | Лебедев | Счёт |
| -------------------------------- | --------- | ----- | ------ | -------- | -------- | ------- | ---- |
| Регионы и Денис Дорохов          | 1         |       |        | 0,5      | 1        | 1       | 3,5  |
| Борцы и Филипп Киркоров          | 1         | 1     | 1      | 0,5      |          |         | 3,5  |
| Объединение Юг и Марина Федункив |           |       |        | 1        |          |         | 1    |
| Сборная России и Дмитрий Маликов | 1         | 1     | 1      |          | 1        | 1       | 5    |
| Наполеоны и Алексей Чумаков      |           |       |        |          | 1        | 1       | 2    |
| Астана и Азамат Мусагалиев       | 1         | 1     | 1      | 1        |          |         | 4    |
| Сборная СССР и Мигель            |           |       |        | 1        | 1        |         | 2    |
| Сборная Красноярска и Джиган     | 1         | 1     | 1      |          |          | 1       | 4    |
| Раисы и Лера Кудрявцева          |           | 1     | 1      |          | 1        |         | 3    |
| Союз и Александр Ревва           |           |       |        | 1        |          | 1       | 2    |

На момент «Фестиваля» вместо Тимати в жюри сидел Жора Крыжовников.

### Финал
| Команда                          | Члены жюри | Члены жюри | Члены жюри | Члены жюри | Члены жюри | Счёт |
| Команда                          | Жуков      | Тимати     | Харламов   | Карнавал   | Лебедев    | Счёт |
| -------------------------------- | ---------- | ---------- | ---------- | ---------- | ---------- | ---- |
| Сборная России и Дмитрий Маликов | 3          | 1          | 3          | 2          | 2          | 11   |
| Раисы и Лера Кудрявцева          | 1          | 2          | 2          | 1          | 1          | 7    |
| Регионы и Денис Дорохов          | 6          | 6          | 6          | 6          | 6          | 30   |
| Борцы и Филипп Киркоров          | 4          | 3          | 4          | 4          | 5          | 20   |
| Астана и Азамат Мусагалиев       | 5          | 4          | 5          | 5          | 4          | 23   |
| Сборная Красноярска и Джиган     | 2          | 5          | 1          | 3          | 3          | 14   |

Половина выигрыша перечислена в поддержку Межрегиональной общественной организации «Святое Белогорье против детского рака».

## Критика
Первая информация об очередном готовящемся перезапуске шоу «Игра» стала появляться в октябре 2023 года. В начале декабря было объявлено о второй серии технических вечеринок обновлённого проекта, который планировался к выходу на телеканале НТВ.
Первый выпуск привлёк внимание СМИ после того, как Филипп Киркоров, выступая с «Борцами», пошутил про «голую вечеринку» Анастасии Ивлеевой и своё видеоизвинение после неё.